# .bj
.bj es el dominio de nivel superior geográfico (ccTLD) para Benín.